# نوفيتشوك

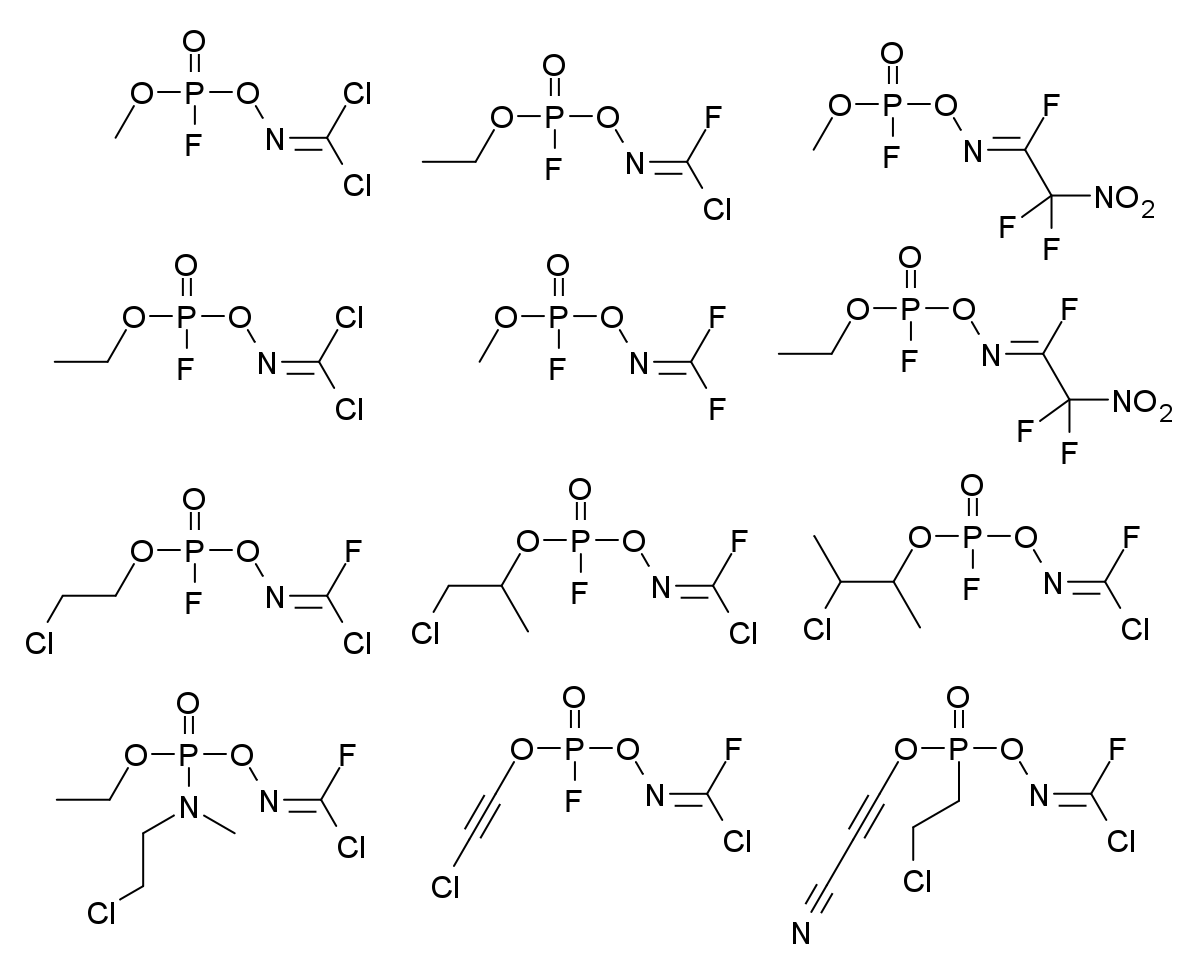
أمثلة على نوفيتشوك

نوفيتشوك (بالروسية: Новичо́к، تعني حرفيًا "القادم الجديد أو المبتدئ، الجديد") هو عائلة من غاز الأعصاب، بعض منها أسلحة كيميائية ثنائية. تم تطوير هذه العوامل في معهد بحوث الكيمياء الحكومية GosNIIOKhT بواسطة الاتحاد السوفيتي وروسيا بين عامي 1971 و1993. بعض عوامل نوفيتشوك تكون في الحالة الصلبة عند درجة الحرارة والضغط القياسيين، بينما البعض الآخر سائل. ويمكن أيضا صنعة في شكل صلب إذا كان في حالة مسحوق نانوي فائق النعومة.
يدعي العلماء الروس الذين طوروا هذا الغاز أنه من أخطر الغازات التي تم تصنيعها على الإطلاق، حيث أن بعض المتحورات قد تكون أقوى بخمسة إلى ثمانية أضعاف من غاز في إكس (غاز أعصاب)، وقد يكون أقوى من غاز السومان بعشرة أضعاف. كما تم ربط إيران أيضًا بإنتاج مثل هذه العوامل الكيميائية.
في القرن الحادي والعشرين، أصبحت نوفيتشوك معروفة للجمهور بعد استخدامها لتسميم معارضي الحكومة الروسية، بما في ذلك عائلة سكريبال وشخصين آخرين في آيمزبري، المملكة المتحدة (2018)، وكذلك أليكسي نافالني (2020). ومع ذلك، فإن حالات التسمم المدنية بهذه المادة معروفة منذ عام 1995 على الأقل.
في نوفمبر 2019، أضافت منظمة حظر الأسلحة الكيميائية (OPCW)، التي هي الهيئة التنفيذية لاتفاقية حظر الأسلحة الكيميائية (CWC)، نوفيتشوك إلى "قائمة المواد الخاضعة للرقابة" في اتفاقية CWC "في أحد التغييرات الرئيسية الأولى على المعاهدة منذ تم الاتفاق عليها في التسعينيات" استجابةً لحالات التسمم في المملكة المتحدة عام 2018.

## التأثيرات
يندرج نوفيتشوك ضمن فئة مثبطات إنزيم الأسيتيل كولين إستيراز العضوية الفوسفاتية. تعمل هذه المركبات الكيميائية على تثبيط إنزيم الأسيتيل كولين إستيراز، مما يمنع التحلل الطبيعي للناقل العصبي الأسيتيل كولين. يؤدي ذلك إلى زيادة تركيز الأسيتيل كولين في الوصلات العصبية العضلية، مما يسبب انقباضًا لا إراديًا لجميع العضلات الهيكلية (نوبة كولينية).
تسبب هذه الحالة توقف التنفس والقلب، حيث يتعطل عمل عضلات الحجاب الحاجز والقلب، مما يؤدي إلى الوفاة بسبب فشل القلب أو الاختناق نتيجة امتلاء رئتي الضحية بإفرازات سائلة وفيرة.
وفقًا للعلماء الروس، قد يسبب نوفيتشوك تلفًا دائمًا في الأعصاب، مما يؤدي إلى عجز دائم للضحايا. وظهر تأثيرها على البشر في حادثة تعرض العالم أندريه جيليزنيكوف عن طريق الخطأ لبقايا عامل نوفيتشوك غير محدد أثناء عمله في مختبر بموسكو في مايو 1987. حيث أصيب بجروح خطيرة واستغرق عشرة أيام لاستعادة وعيه. وفقد القدرة على المشي وتلقى العلاج لمدة ثلاثة أشهر في عيادة سرية في لينينغراد. وتسبب الغاز أيضا في أضرار دائمة تضمنت: ضعفًا مزمنًا في ذراعيه التهاب كبد سام أدى إلى تليف الكبد , الصرع ونوبات اكتئاب شديدة. ,عجز عن القراءة أو التركيز، مما تركه عاجزًا عن العمل. و توفي في يوليو 1992 بعد خمس سنوات من تدهور صحته.